# Regina Kleine-Kuhlmann
Regina Kleine-Kuhlmann (* 19. Februar 1959 in Bramsche) ist eine ehemalige deutsche Ruderin.

## Werdegang
Regina Kleine-Kuhlmann ist die Tochter eines Bäckermeisters. 1972 trat sie dem TuS Bramsche bei, begann jedoch erst drei Jahre später mit dem Rudersport. Sie besuchte in Bramsche das Gymnasium und machte 1977 das Abitur. Zum Wintersemester 1977/78 nahm sie an der Universität Dortmund ein Studium auf und schloss dieses 1985 als Diplom-Statistikerin ab. Aufgrund ihres Studiums schloss sie sich 1978 dem Ruderclub Hansa von 1898 an. In den Jahren 1982, 1983 und 1984 wurde sie dreimal in Folge Deutsche Meisterin mit dem Doppelvierer mit Steuerfrau. Bei den Olympischen Sommerspielen 1984 in Los Angeles ging sie zusammen mit Anne Dickmann, Ute Kumitz, Sabine Reuter und Steuerfrau Kathrien Plückhahn in der Regatta mit dem Doppelvierer mit Steuerfrau an den Start. Die Crew belegte in ihrem Vorlauf den letzten Platz, qualifizierte sich aber als Zweite des Hoffnungslaufs für das Finale. Im Endlauf belegten sie den vierten Platz mit 0,79 Sekunden Rückstand auf die drittplatzierten Däninnen.